# Sceloporus teapensis
Espèce
Synonymes
- Sceloporus variabilis teapensis Günther, 1890

Statut de conservation UICN

 LC  : Préoccupation mineure
Sceloporus teapensis est une espèce de sauriens de la famille des Phrynosomatidae.

## Répartition
Cette espèce se rencontre :
- au Belize ;
- au Guatemala ;
- dans le sud du Mexique.

## Étymologie
Son nom d'espèce, composé de teap et du suffixe latin -ensis, « qui vit dans, qui habite », lui a été donné en référence au lieu de sa découverte, la ville de Teapa dans l'État de Tabasco.

## Publication originale
- Günther, 1890 : Reptilia and Batrachia, Biologia Centrali-Américana, Taylor, & Francis, London, p. 1-326 (texte intégral).